# Palais des sports Jauréguiberry
Pour les articles homonymes, voir Palais des sports et Jauréguiberry.
Le palais des sports Jauréguiberry, baptisé en l'honneur d'un ministre de la Marine du XIXe siècle Jean Jauréguiberry, est également appelé plus communément le « palais des sports de Toulon », est une salle polyvalente située à l'entrée ouest de la ville de Toulon, dans le quartier du Pont du Las.

## Histoire
Le cruel manque d'infrastructures sportives dont souffrait Toulon depuis longtemps, interpella le futur maire de la ville, Hubert Falco, alors président du conseil général du Var en 1993, qui décida de la construction d'un nouveau palais de sports. Ce n'est finalement qu'en 1996 que le projet d'édifice de la structure fut lancé.
Le palais des sports Jauréguiberry a été conçu par l'architecte Jean Chabanne du groupe Chabanne & Partners. Les travaux ayant commencé en mai 2004, la salle a été inaugurée le 17 mars 2006. Entre 2006 et 2012, l'équipe varoise du Hyères Toulon Var Basket joue principalement dans cette enceinte lors des matchs de Pro A. Maintenant, c'est l'équipe du Toulon Métropole Var Handball évoluant en Ligue Butagaz Énergie qui occupe cette enceinte lors de ces matchs.
Le palais des sports Jauréguiberry a accueilli pour la première fois depuis sa construction les matchs du tour préliminaire du Championnat du monde de handball féminin 2007 durant le 2, 3 et 4 décembre et plus particulièrement le groupe D composé de la Chine, la Pologne, la Roumanie et la Tunisie. L'année 2008 débuta d'une très bonne manière en accueillant le 12 et 13 janvier le Championnat de France de judo attribuant ainsi le titre à Teddy Riner. Le mois suivant, le palais accueillit du 7 février au 10 février, la 6e édition de la Semaine des As où il vit participer le Hyères Toulon Var Basket pour la première fois de son histoire. Au vu des résultats fournis par l'équipe varoise tout au long de sa saison, le Palais s'est vu accueillir le 24 mai 2008 ses premiers plays-off du Championnat de France de Pro A lors des quarts de finale contre l’ASVEL. Le 21 octobre et le 4 novembre 2008, le palais a accueilli pour la première fois depuis sa création, le 1er match du 1er tour et 2e tour préliminaire de la coupe d'Europe de basket « Eurochallenge ».
Le 6 décembre 2008, le Toulonnais Jérémy Parodi remporte six mois après son titre de l'Union européenne, le titre de champion de France de boxe super-coq contre le Maubeugeois Salem Bouaita. Onze mois plus tard, ce dernier conserve sa ceinture de champion des poids super-coq IBF-Espoirs contre le Colombien Alexander Monterrosa. La ville accueille du 5 au 7 mars 2010 le premier tour de la Coupe Davis remporté par la France face à l'Allemagne. Durant ces 3 jours, 12 369 spectateurs assistent à ces 8e de finale.

## Caractéristiques
Dimensions du bâtiment : 160 m de long, 90 m de large, 9 à 18 m de hauteur, 10 000 m2 d’emprise au sol.
13 000 m2 de surface utile dont une grande salle omnisports de 4 000 m2 pouvant accueillir des compétitions de toutes disciplines de niveau national ou européen (basket, handball, volley-ball, tennis, badminton, gymnastique, arts martiaux, boxe, trampoline, escalade, patinage, pétanque, etc.) avec une aire d'évolution de 85 m sur 55 m et des gradins de 4 356 places modulables (3 000 places fixes). De forme elliptique, cette salle principale garantit au public une proximité avec les sportifs et a été conçue pour qu’aucun obstacle visuel ne vienne gêner le regard des spectateurs.
Autres salles sportives : gymnase d'entraînement (1 270 m2 et mur d’escalade) permettant toutes les disciplines scolaires ainsi que des compétitions jusqu’au niveau national avec une tribune de 250 places ; salle d’agrès gymnastique mixte (460 m2) ; salle pour les arts martiaux (230 m2) ; salle de pans pour escalade (100 m2 et 9 m de hauteur) ; salle de musculation et de cardio-training (250 m2) ; salle de fitness (200 m2) ; salles équipées des matériels sportifs correspondant à leur utilisation.
Annexes sportives : 12 vestiaires/sanitaires (780 m2 au total) pour les joueurs, 4 vestiaires pour les arbitres ; une infirmerie ; un espace médical antidopage.
Espaces réservés au public : 2 000 m2 comprenant le hall d’accueil, deux buvettes, les coursives, les sanitaires et une infirmerie publique.
Espace médias et salon de réception : salons, régie, salle de presse et réunions, vestiaires, dépôt, sanitaires (780 m2 au total).

## Événements
- Basket-ball
  - Matches de Pro A du Hyères Toulon Var Basket
  - 1er et 2e tours préliminaires et phase régulière de l'EuroChallenge : 2008
  - Semaine des As : 2008
  - Globetrotters de Harlem : 2010
- Handball :
  - Championnat du monde féminin de handball 2007
  - Championnat de France féminin de handball (1): 2009
  - Match de préparation à l'Euro 2010 : France-Serbie
  - Ligue des champions féminine de l'EHF (1) : 2010
  - Coupe d'Europe des vainqueurs de coupe féminine de handball (1) : 2011
  - Match de préparation pour le Championnat du monde masculin de handball 2013 : France-Argentine qui s'est déroulé le 7 janvier 2013
  - Match de préparation des JO 2016 : France-Hongrie (28-25) le 9 avril 2016
  - L'Evénem'hand: les 9 Avril 2022, 22 Avril 2023 et le 24 Février 2024
- Arts martiaux
  - Championnats de France de judo (1): 2008
  - Championnats de France de kick boxing wako (1): 2008
  - Championnats de France de boxe (1): 2008
  - Championnats d'Europe de boxe (1): 2008
  - Championnat du monde Espoir IBF (1): 2009
  - Championnats de France de karaté combats - première division : 6 et 7 avril 2013
- Autres sports
  - Championnats de France de gymnastique (1): 2008
  - Championnat de France de Nationale 1 de volley-ball féminin (1): 2009
  - Tennis : Coupe Davis (1): 2010 (1/8e de Finale France-Allemagne)

## Accès
Le site est desservi par une passerelle traversant l'autoroute A50 (ascenseur, accès personnes mobilité réduite) et desservant le quartier du Pont du Las. Le site est desservi par des lignes de bus du Réseau Mistral à l'arrêt  « Palais des Sports ». L'arrêt est desservi par les lignes 1, 8, 11, 11B et 36A/B.

## Galerie

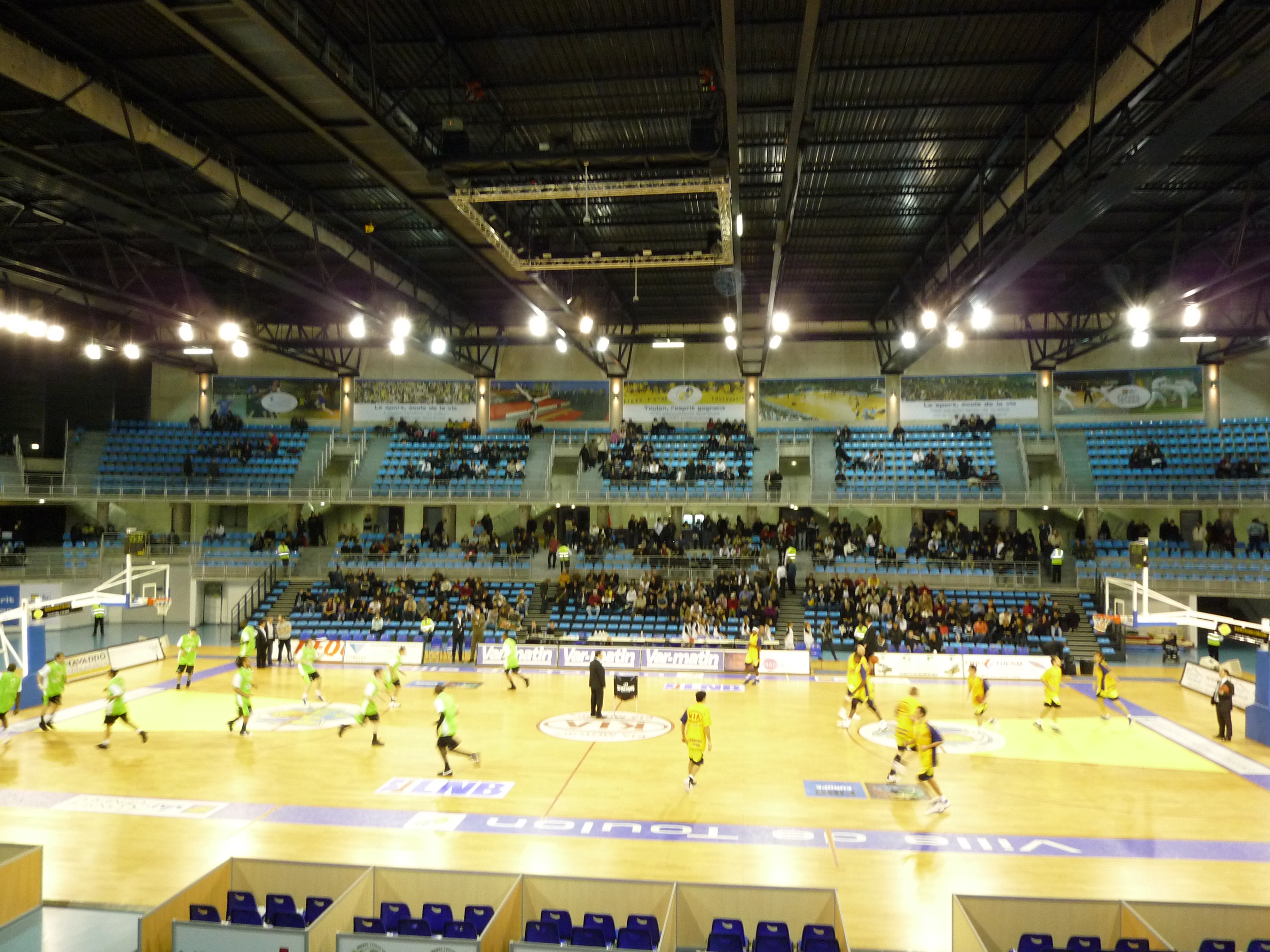
Match du HTV
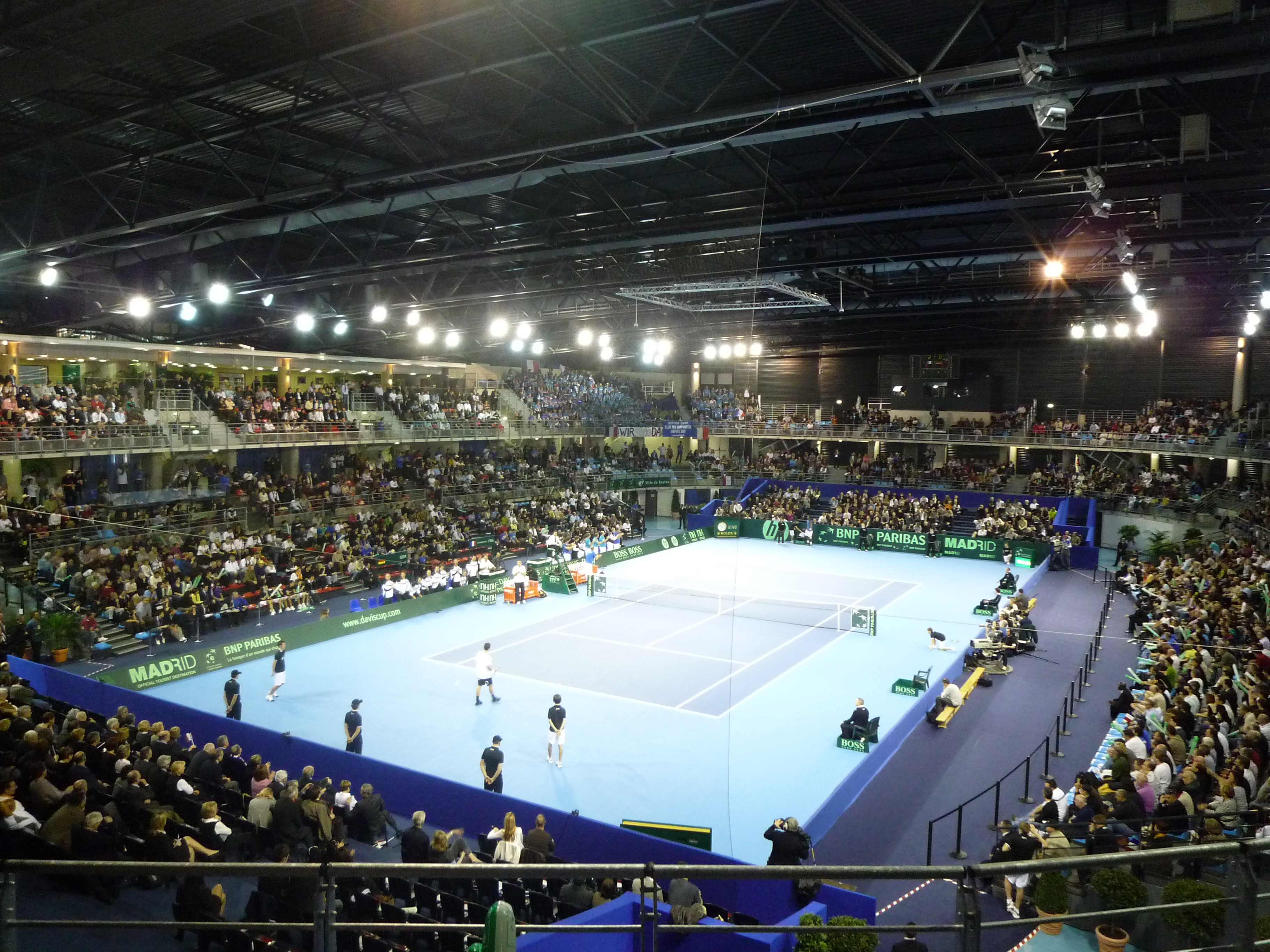
Match de Coupe Davis à Toulon en 2010.
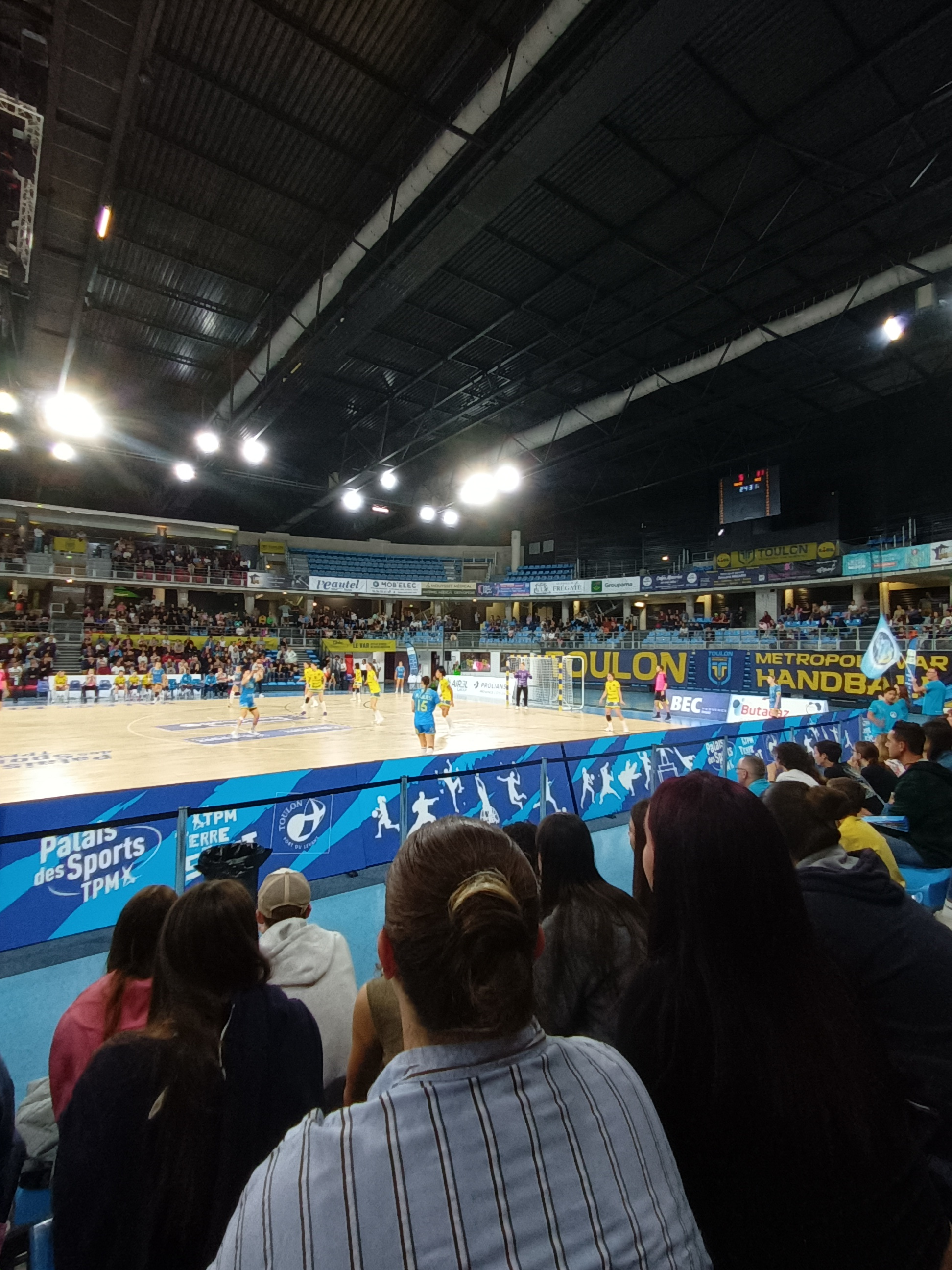
Match TMV - Metz HB le 1er Novembre 2024